# Idalus venata
Idalus venata là một loài bướm đêm thuộc phân họ Arctiinae, họ Erebidae.